# Janina Jurkiewicz

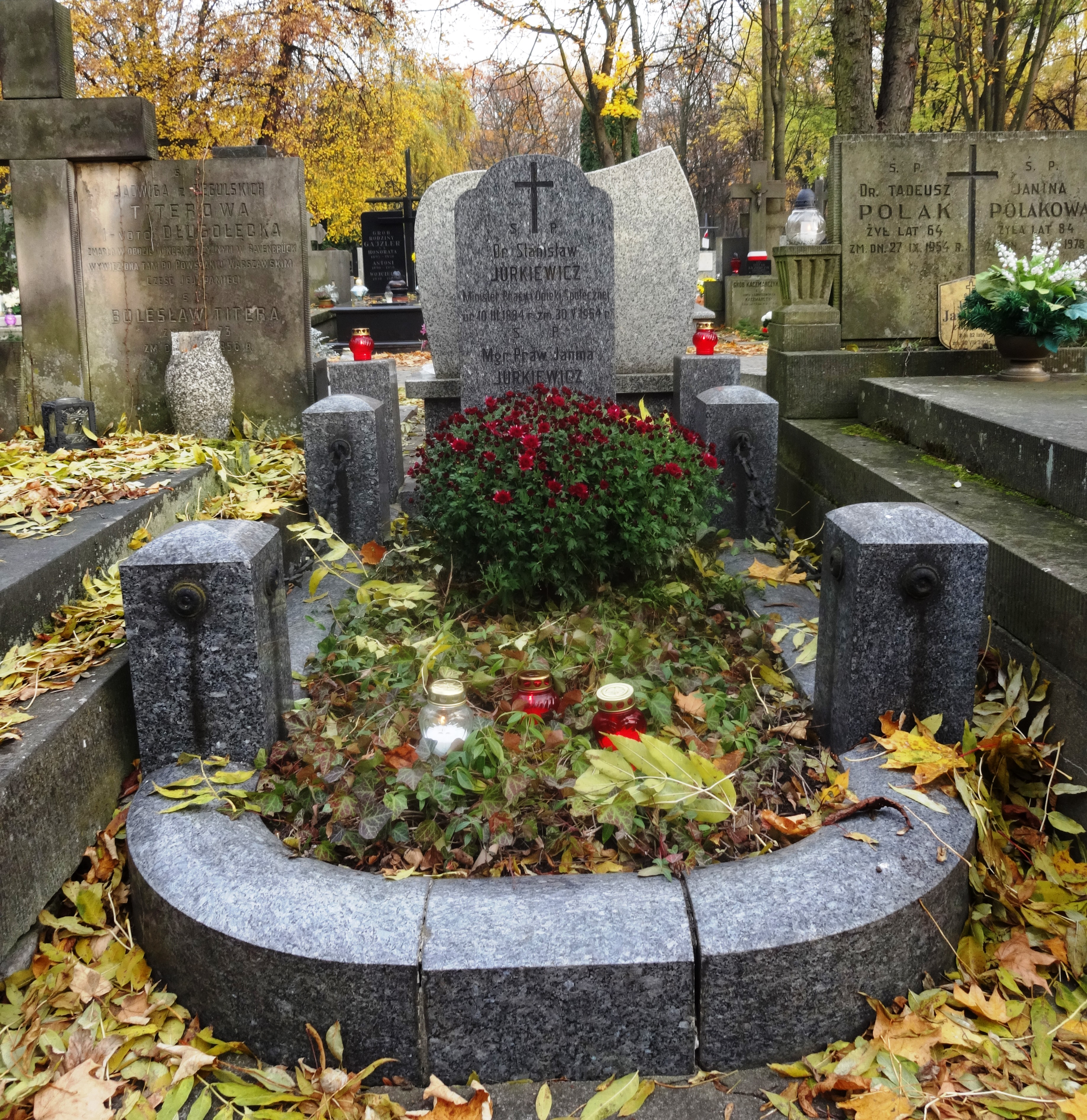
Grób Janiny i Stanisława Jurkiewiczów na warszawskich Powązkach

Janina Anna Jurkiewicz (ur. 30 czerwca 1880 w Starosielcach, zm. 26 stycznia 1961 w Warszawie) – polska prawnik, pierwsza polska adwokatka.

## Życiorys
Janina Podgórska pochodziła z polskiej patriotycznej rodziny. Jej rodzice po ślubie (w 1878 roku) mieszkali w Warszawie, około 1887 roku wyjechali do Rosji (przyczyny nie są znane). Ojciec Janiny z czasem uruchomił w Moskwie kancelarię notarialną. Po jego śmierci w 1904 roku Janina postanowiła w jego biurze urządzić polskie biuro adwokackie.
W 1908 roku pracowała w kancelarii adwokata przysięgłego Aleksandra Lednickiego. W tymże roku jako pierwsza w Imperium Rosyjskim została przyjęta w poczet pomocników adwokatów przysięgłych. Moskiewska rada adwokacka zaakceptowała ją z poręki jej pracodawcy, Lednickiego. Zebranie Ogólne Sądu Okręgowego w Moskwie jednomyślnie postanowiło dopuścić pierwsze adwokatki (w 1908 przyjęto w poczet pomocników adwokatów przysięgłych kilka pierwszych kobiet) jedynie do obrony w sprawach karnych. Rosyjska ustawa o organizacji sądownictwa zakazywała kobietom uczestnictwa w sprawach cywilnych, ponadto zabraniała zatrudniania kobiet w służbie rządowej, np. zajmowania posad kandydatów sądowych. Wkrótce jednak Izba Sądowa na skutek protestu prokuratora uchyliła dopuszczającą decyzję rady obrończej.
Według Tomasza Piskorskiego (któremu opowiadała to osobiście, dobrze go znając, jako zięcia jej brata) rząd carski cofnął Podgórskiej stanowisko, gdy okazało się, że pierwsza rosyjska adwokatka jest Polką.
Janina Podgórska odwołała się od decyzji Izby Sądowej do Senatu. Poparł ją Lednicki, argumentując, że „decyzja Izby ogranicza prawo adwokata przysięgłego w wyborze osoby pomocnika, czyniącego zadość ogólnym warunkom ustawy, pomimo że przepisy prawne w tej mierze takiego wyboru nie krępują”.
Prawdopodobnie odwołanie było skuteczne, Janina Podgórska, występując 15 lutego 1909 roku na zebraniu Koła Prawników Polskich w Warszawie przedstawiona została jako „nowy członek tego stowarzyszenia, pomocnik adwokata przysięgłego”.
Janina Jurkiewiczowa została 1 lipca 1928 roku mianowana na stanowisko radcy ministerialnego w Ministerstwie Reform Rolnych.

## Ordery i odznaczenia
- Krzyż Niepodległości (23 grudnia 1933)[6]
- Złoty Krzyż Zasługi (dwukrotnie: 10 listopada 1933[7], 10 listopada 1938[8])

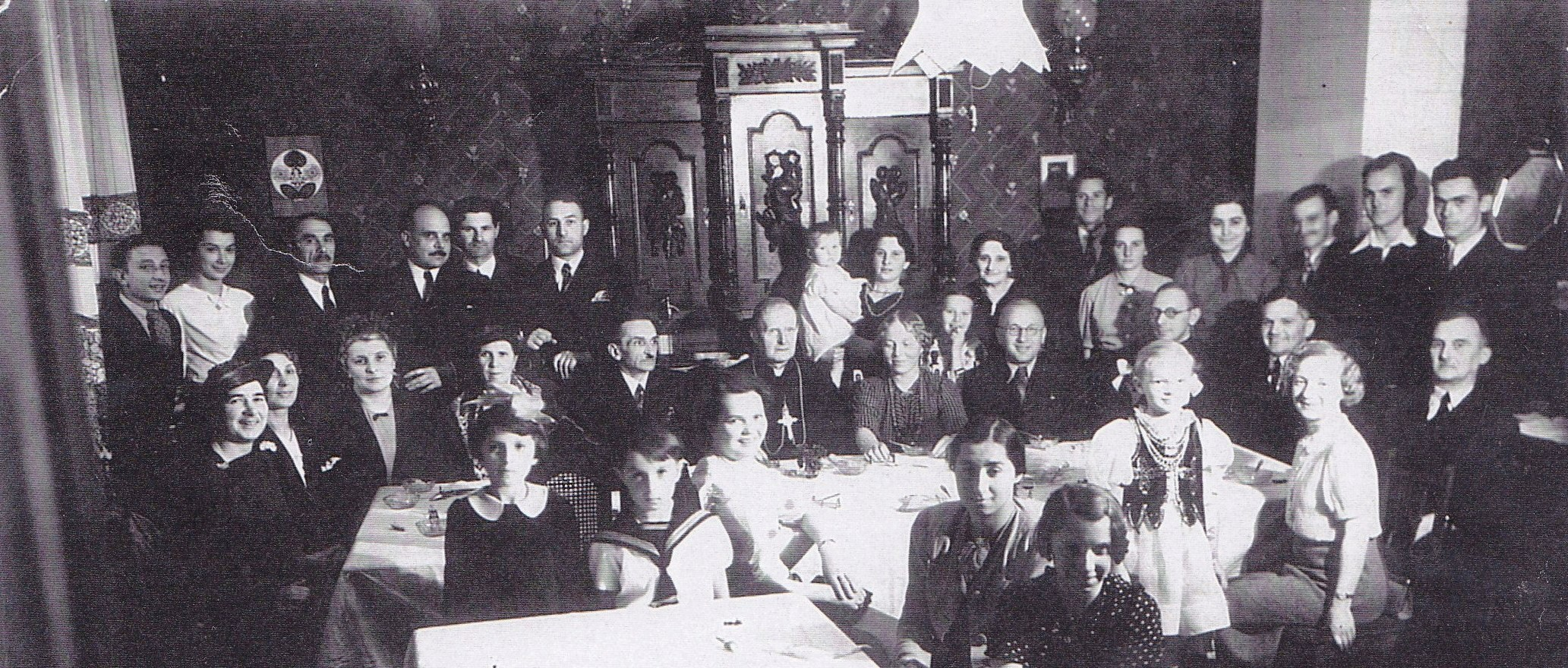
Uroczystość po chrzcie Katarzyny Piskorskiej w 1938 roku. Stoją m.in. Leonard Piskorski (3. od lewej), Przemysław Podgórski (4.), Aleksander Kamiński (5.), Tomasz Piskorski (6.), Katarzyna Piskorska (7., na rękach matki, Marii Piskorskiej, 8.), Anna Piskorska (9., dziecko), Anna Podgórska (10.), Zuzanna Dieuleveut Kaulek (13.), Witold Podgórski (14.), Kazimierz Cetnarowicz (15., drugi od prawej). W centrum siedzi sufragan warszawski Antoni Szlagowski, na lewo od niego siedzi Lucjan Kaulek, najbardziej na lewo siedzi Urszula Niepokojczycka, na prawo od Antoniego Szlagowskiego siedzą Wanda Gentil-Tippenhauer (matka chrzestna), Kazimierz Gorzkowski (ojciec chrzestny) i Jan Mauersberger. Przed Antonim Szlagowskim siedzi bokiem Janina Jurkiewicz.

## Życie rodzinne
Janina była córką Sylwestra Ignacego Podgórskiego (1847–1904), notariusza, i Wandy z Turskich (1859–1911), literatki. Była drugim najstarszym ich dzieckiem. Miała siedmioro rodzeństwa, wśród nich Przemysława, Zdzisława, Mieczysława, Jadwigę i Witolda.
Drugiego sierpnia 1919 roku w Lublinie Janina wyszła za mąż za Stanisława Jurkiewicza.
Po przyjeździe do Warszawy w 1919 roku, w latach 20. Janina i Stanisław Jurkiewiczowie zamieszkali w willi przy ul. Kieleckiej 33a (tel. 4-37-72). Po II wojnie światowej ponownie zamieszkali w tym samym domu. Nie mieli dzieci.
Oboje zostali pochowani na cmentarzu Powązkowskim (kwatera 133-2-17).